# Draft NBA 2015
Il Draft NBA 2015 si è svolto il 25 giugno 2015 al Barclays Center di Brooklyn, New York. Il sorteggio per l'ordine delle chiamate è stato effettuato il 19 maggio 2015. I giocatori vengono divisi in primo e secondo giro.

## Giocatori scelti al 1º giro
|   | Indica un giocatore che è stato inserito nella Naismith Memorial Basketball Hall of Fame                 |
|   | Indica un giocatore che è stato selezionato per almeno un All-Star Game ed è inserito in un All-NBA Team |
|   | Indica un giocatore che è stato selezionato per almeno un All-Star Game                                  |
|   | Indica un giocatore che è stato inserito in almeno un All-NBA Team                                       |
| * | Indica il giocatore che ha vinto il titolo di Rookie of the Year                                         |
|   | Indica un giocatore che non ha mai giocato una partita in NBA                                            |

| Scelta | Giocatore               | Ruolo | Nazionalità                 | Squadra NBA                                        | Provenienza          |
| ------ | ----------------------- | ----- | --------------------------- | -------------------------------------------------- | -------------------- |
| 1      | Karl-Anthony Towns *    | C     | Stati Uniti Rep. Dominicana | Minnesota Timberwolves                             | Kentucky Wildcats    |
| 2      | D'Angelo Russell        | G     | Stati Uniti                 | Los Angeles Lakers                                 | Ohio State Buckeyes  |
| 3      | Jahlil Okafor           | C     | Stati Uniti                 | Philadelphia 76ers                                 | Duke Blue Devils     |
| 4      | Kristaps Porziņģis      | F     | Lettonia                    | New York Knicks                                    | Siviglia             |
| 5      | Mario Hezonja           | G     | Croazia                     | Orlando Magic                                      | Barcellona           |
| 6      | Willie Cauley-Stein     | C     | Stati Uniti                 | Sacramento Kings                                   | Kentucky Wildcats    |
| 7      | Emmanuel Mudiay         | G     | RD del Congo Stati Uniti    | Denver Nuggets                                     | Guangdong S. Tigers  |
| 8      | Stanley Johnson         | F     | Stati Uniti                 | Detroit Pistons                                    | Arizona Wildcats     |
| 9      | Frank Kaminsky          | F     | Stati Uniti                 | Charlotte Hornets                                  | Wisconsin Badgers    |
| 10     | Justise Winslow         | F     | Stati Uniti                 | Miami Heat                                         | Duke Blue Devils     |
| 11     | Myles Turner            | C     | Stati Uniti                 | Indiana Pacers                                     | Texas Longhorns      |
| 12     | Trey Lyles              | F     | Canada                      | Utah Jazz                                          | Kentucky Wildcats    |
| 13     | Devin Booker            | G     | Stati Uniti                 | Phoenix Suns                                       | Kentucky Wildcats    |
| 14     | Cameron Payne           | G     | Stati Uniti                 | Oklahoma City Thunder                              | Murray St. Racers    |
| 15     | Kelly Oubre             | G     | Stati Uniti                 | Atlanta Hawks (ceduto a Washington)                | Kansas Jayhawks      |
| 16     | Terry Rozier            | G     | Stati Uniti                 | Boston Celtics                                     | Louisville Cardinals |
| 17     | Rashad Vaughn           | G     | Stati Uniti                 | Milwaukee Bucks                                    | UNLV R. Rebels       |
| 18     | Sam Dekker              | F     | Stati Uniti                 | Houston Rockets                                    | Wisconsin Badgers    |
| 19     | Jerian Grant            | G     | Stati Uniti                 | Washington Wizards (ceduto a New York via Atlanta) | Notre Dame F. Irish  |
| 20     | Delon Wright            | G     | Stati Uniti                 | Toronto Raptors                                    | Utah Utes            |
| 21     | Justin Anderson         | F     | Stati Uniti                 | Dallas Mavericks                                   | Virginia Cavaliers   |
| 22     | Bobby Portis            | F     | Stati Uniti                 | Chicago Bulls                                      | Ark. Razorbacks      |
| 23     | Rondae Hollis-Jefferson | F     | Stati Uniti                 | Portland Trail Blazers (ceduto a Brooklyn)         | Arizona Wildcats     |
| 24     | Tyus Jones              | G     | Stati Uniti                 | Cleveland Cavaliers (ceduto a Minnesota)           | Duke Blue Devils     |
| 25     | Jarell Martin           | F     | Stati Uniti                 | Memphis Grizzlies                                  | LSU Tigers           |
| 26     | Nikola Milutinov        | C     | Serbia                      | San Antonio Spurs                                  | Partizan             |
| 27     | Larry Nance jr          | F     | Stati Uniti                 | Los Angeles Lakers                                 | Wyoming Cowboys      |
| 28     | R.J. Hunter             | G     | Stati Uniti                 | Boston Celtics                                     | GSU Panthers         |
| 29     | Chris McCullough        | F     | Stati Uniti                 | Brooklyn Nets                                      | Syracuse Orange      |
| 30     | Kevon Looney            | F     | Stati Uniti                 | Golden State Warriors                              | UCLA Bruins          |

## Giocatori scelti al 2º giro
| Scelta | Giocatore             | Ruolo | Nazionalità                         | Squadra NBA                                           | Provenienza                      |
| ------ | --------------------- | ----- | ----------------------------------- | ----------------------------------------------------- | -------------------------------- |
| 31     | Cedi Osman            | G/F   | Turchia                             | Minnesota Timberwolves (ceduto a Cleveland)           | Anadolu Efes                     |
| 32     | Montrezl Harrell      | F     | Stati Uniti                         | Houston Rockets                                       | Louisville Cardinals             |
| 33     | Jordan Mickey         | F     | Stati Uniti                         | Boston Celtics                                        | LSU Tigers                       |
| 34     | Anthony Brown         | F     | Stati Uniti                         | Los Angeles Lakers                                    | Stanford Cardinal                |
| 35     | Guillermo Hernangómez | C     | Spagna                              | Philadelphia 76ers (ceduto a New York)                | Siviglia                         |
| 36     | Rakeem Christmas      | F     | Stati Uniti Isole Vergini Americane | Minnesota Timberwolves (ceduto a Cleveland)           | Syracuse Orange                  |
| 37     | Richaun Holmes        | F     | Stati Uniti                         | Philadelphia 76ers                                    | Bowling G. Falcons               |
| 38     | Darrun Hilliard       | G     | Stati Uniti                         | Detroit Pistons                                       | Villanova Wildcats               |
| 39     | Juan Pablo Vaulet     | F     | Argentina                           | Charlotte Hornets (ceduto a Brooklyn)                 | Est. Bahía Blanca                |
| 40     | Josh Richardson       | G     | Stati Uniti                         | Miami Heat                                            | Tenn. Volunteers                 |
| 41     | Pat Connaughton       | F     | Stati Uniti                         | Brooklyn Nets (ceduto a Portland)                     | Notre Dame F. Irish              |
| 42     | Olivier Hanlan        | G     | Canada                              | Utah Jazz                                             | Boston C. Eagles                 |
| 43     | Joe Young             | G     | Stati Uniti                         | Indiana Pacers                                        | Oregon Ducks                     |
| 44     | Andrew Harrison       | G     | Stati Uniti                         | Phoenix Suns (ceduto a Memphis)                       | Kentucky Wildcats                |
| 45     | Marcus Thornton       | G     | Stati Uniti                         | Boston Celtics                                        | Will. & Mary Tribe               |
| 46     | Norman Powell         | G     | Stati Uniti                         | Milwaukee Bucks (ceduto a Toronto)                    | UCLA Bruins                      |
| 47     | Artūras Gudaitis      | C     | Lituania                            | Philadelphia 76ers                                    | Žalgiris Kaunas                  |
| 48     | Dakari Johnson        | C     | Stati Uniti                         | Oklahoma City Thunder                                 | Kentucky Wildcats                |
| 49     | Aaron White           | F     | Stati Uniti                         | Washington Wizards                                    | Iowa Hawkeyes                    |
| 50     | Marcus Eriksson       | G     | Svezia                              | Atlanta Hawks                                         | Barcellona                       |
| 51     | Tyler Harvey          | G     | Stati Uniti                         | Orlando Magic                                         | E. Washington Eagles             |
| 52     | Satnam Singh          | C     | India                               | Dallas Mavericks                                      | IMG Academy H.S. (Bradenton, FL) |
| 53     | Sir'Dominic Pointer   | F     | Stati Uniti                         | Cleveland Cavaliers                                   | St. John's R. Storm              |
| 54     | Dani Díez             | F     | Spagna                              | Utah Jazz (ceduto a Portland)                         | San Sebastián                    |
| 55     | Cady Lalanne          | F     | Haiti                               | San Antonio Spurs                                     | UMass Minutemen                  |
| 56     | Branden Dawson        | F     | Stati Uniti                         | New Orleans Pelicans (ceduto ai Los Angeles Clippers) | MSU Spartans                     |
| 57     | Nikola Radičević      | G     | Serbia                              | Denver Nuggets                                        | Siviglia                         |
| 58     | J.P. Tokoto           | F     | Stati Uniti                         | Philadelphia 76ers                                    | N. Carol. Tar Heels              |
| 59     | Dīmītrīs Agravanīs    | F     | Grecia                              | Atlanta Hawks                                         | Olympiakos                       |
| 60     | Luka Mitrović         | F     | Serbia                              | Philadelphia 76ers                                    | Stella Rossa                     |